# Yogscast
Yogscast är en brittisk kanal på webbplatsen Youtube som skapar och publicerar videor där de i huvudsak spelar och kommenterar datorspel. Frontfigurerna i Yogscast består av duon Simon Lane och Lewis Brindley, andra medlemmar i Yogscast är bland annat  Duncan Jones och Chris Lovasz (Sips).
År 2011 startade Yogscast sin populäraste serie kallad Shadow of Israphel där en likblek ond figur vid namn Israphel försöker ta över Minecraftvärlden genom att dränka den i sand. De två protagonisterna Xephos och Honeydew spelar hjältarna i serien.
Yogscastduon Lewis Brindley och Simon Lane startade en podcastserie med titeln "YoGPoD" 2009, där de inte följer något särskilt ämne. De startade 2016 den nya podcastserien "Triforce!" med Lewis Brindley, Chris Lovasz och Edward Forsyth (mer känd som "Pyrion Flax"). Triforce! följer samma princip som YoGPoD.

## Utmärkelser
Yogscast började sin Youtubekarriär som World of Warcraft-spelare men har i sina absolut populäraste videor spelat och kommenterat det svenska spelet Minecraft. 
I juni 2012 blev Yogscast (Lewis & Simon) den populäraste Youtubekanalen i Storbritannien då den blev först att nå en miljard visningar.
Yogscast har vunnit "Greatest YouTube Gamer Award" vid "Golden joystick Awards" 2012 och 2013.